# バシュチャルシヤ

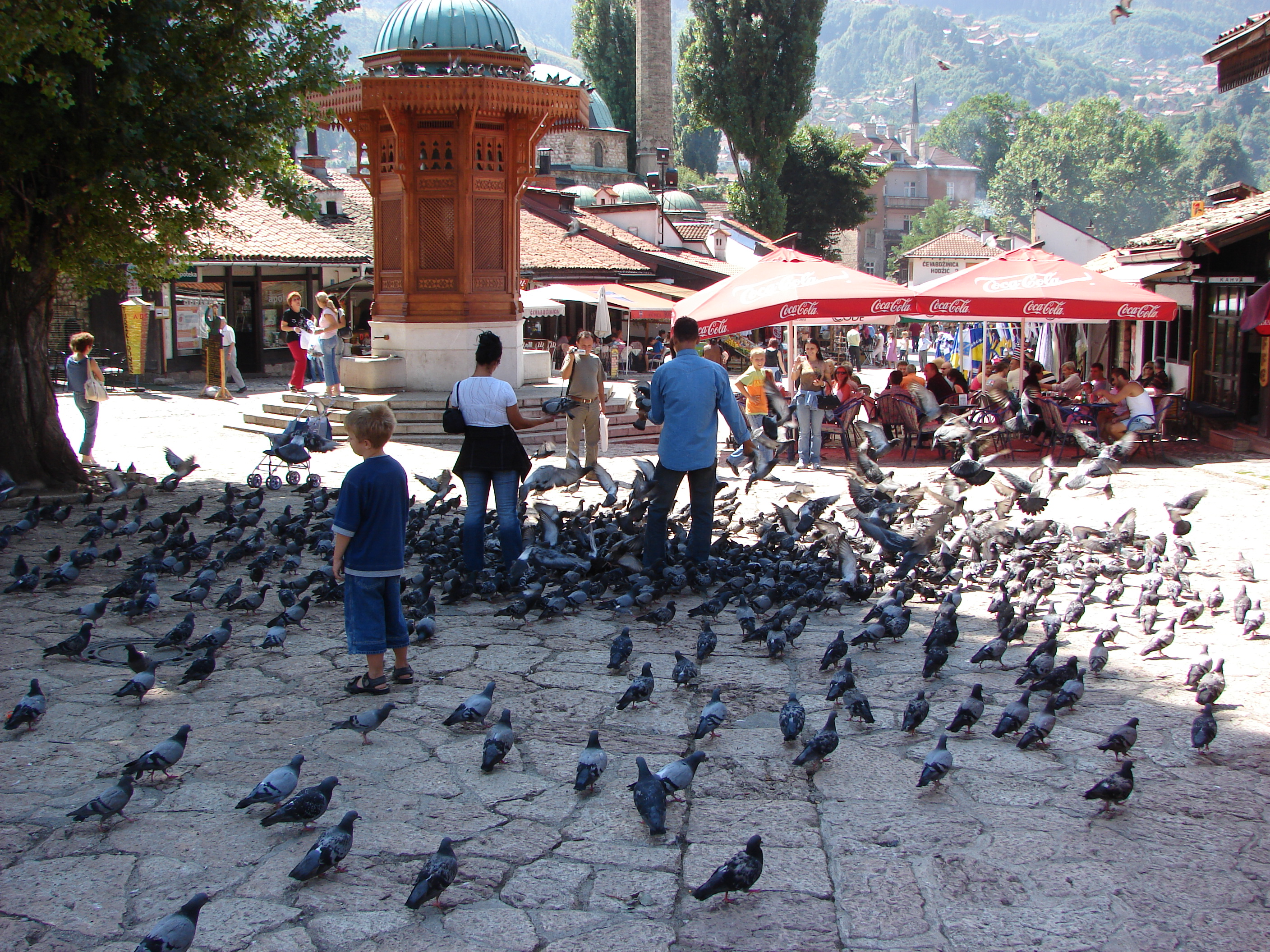
バシュチャルシヤの眺め。左上がセビリ

バシュチャルシヤ（ボスニア語・セルビア語・クロアチア語:Baščaršija/Башчаршија、トルコ語:Başçarşı バシュチャルシュ）はボスニア・ヘルツェゴビナの首都であるサラエヴォの、スタリ・グラード地区（旧市街）に位置する、サラエヴォのメイン・ストリートである。オスマン帝国統治下の16世紀にオスマン＝トルコ様式に、アラブのスークをモデルに設計された商業地区であった。金属加工品や陶器、宝飾品などが売り買いされていた。バシュチャルシヤには、1551年にルステン・パシャ（Rustem pasha）によって建てられたドーム状の屋根がついたブルサ・バザール（Brusa bezistan）もある。ここでは、トルコのブルサから持ち込まれた絹製品が売られていた。
また、1891年に建てられ、サラエヴォの代表的なシンボルとなっているセビリ（Sebilj）は独特の形状をした水汲み場で、バシュチャルシヤの中央に位置している。その名前は、アラビア語で「道」を意味する「Sebil」に由来している。今日ではみやげ物店などが並ぶ。
「バシュチャルシヤ」の呼称はトルコ語に由来している。「baš」はトルコ語で「baş」であり、「主要な」「第一の」等を意味しており、「čaršija」はトルコ語の「çarşı」に由来し、「市場」「バザール」を意味している。
オスマンがやって来る以前の都市化される前のサラエヴォの最大の集落は村の広場であるトルニク（Torniki）にあり、トルニクは今日のアリ＝パシャ・モスクの道が交わる場所に位置した。バシュチャルシヤは1462年にサラエヴォの創建者イーサ＝ベグ・イサコヴィッチの時代、イサコヴィッチハン（キャラバンサライ）が築かれその後、多くの店舗が築かれている。この時代、サラエヴォでもっとも多くの人が住んでいた地区はツァレヴァモスクの近隣であった。イーサ＝ベグ・イサコヴィッチはミリャツカ川に橋を架け、サラエヴォの主要な郊外部と新しい経済の中心であるバシュチャルシヤを結んだ。メインの入口周辺には バゼルジャニ・チャルシヤ（Bazerdžani čaršija）が作られた。チャルシヤ・カザズ（čaršija Kazaz）は西側に位置し、北側にチャルシヤ・セドラル（čaršija Sedlar）とサラチャ（Sarača）が位置した。当時建てられたもっとも重要な建物はモスクで、1528年にハヴェジャ・ドゥラク（Havedža Durak ）により有名なモスクが建てられ、1530年にはガジ・フスレヴ・ベイ (en) によって彼自身のモスクが建てられた。

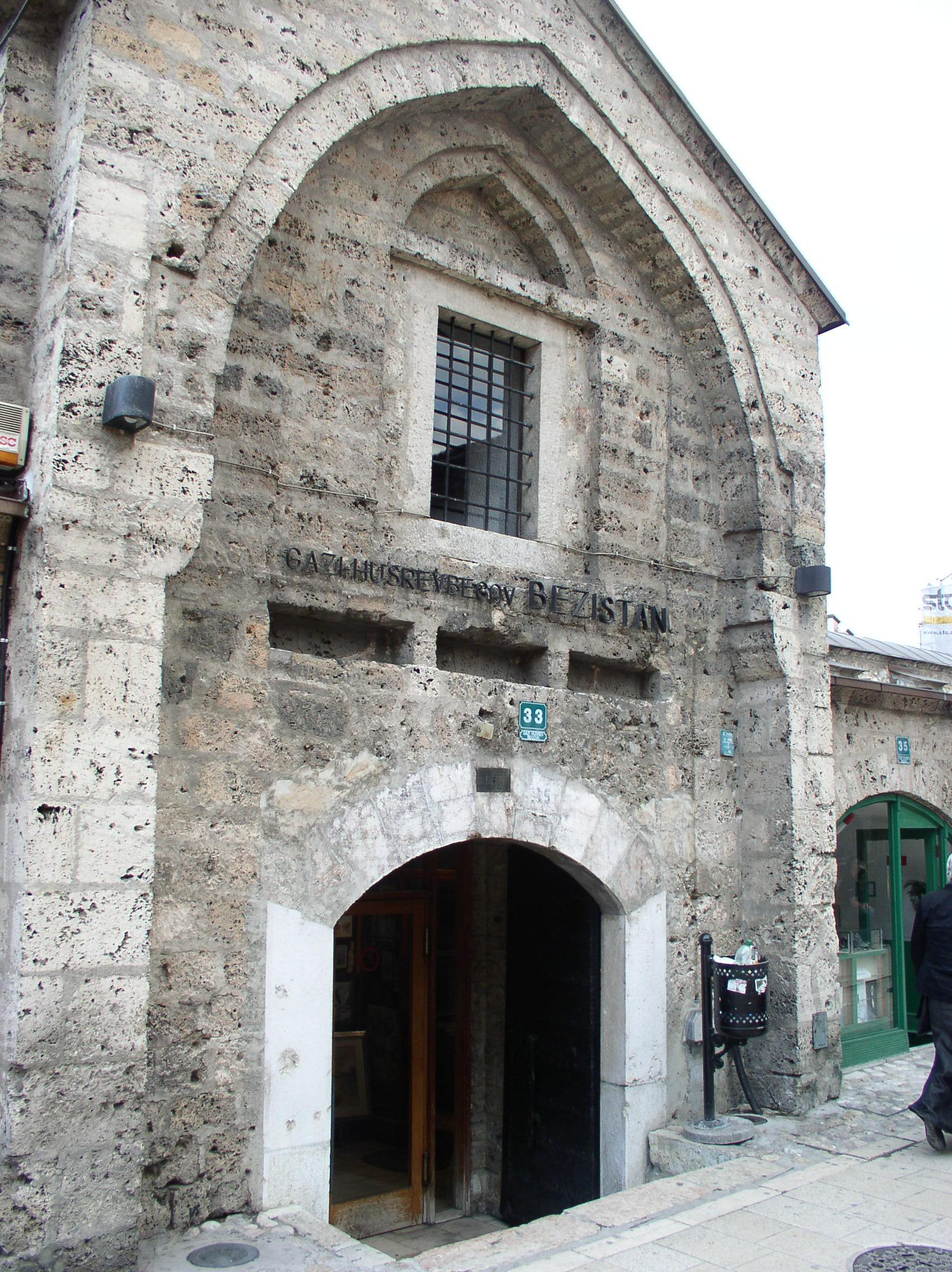
ガジ・フスレヴ・ベイ・ベジスタンの入口の一つ

カジ・フスレヴ・ベイはマドラサや図書館、ハンマーム、バザール、モリチャ・ハン (en) 、サハト・クラなどを整備し、これらは今日では観光名所となっている。カジ・フスレヴ・ベイはモスクの脇に埋葬されている。当時、ベジスタンやハン、キャラバンサライなどの宿泊施設など多くの商業施設が建築された。サラエヴォはバルカン半島の商業の中心都市として重要で、3つのベジスタン（バザール。今日でもガジ・フレスヴ・ベイベジスタンとブルサ・ベジスタンは現存）があった。ヴェネツィアやドゥブロヴニクの商人が駐在し、バシュチャルシヤには約12,000もの商店や手工業者があった。
1640年の地震や1644年や1656年の数度の火災、1697年のオイゲン・フォン・ザヴォイエンによる蹂躙などに17世紀は見舞われている。当時のオスマンの旅行家エヴリヤ・チェレビによれば「チャルシヤには1,080の店があり、それらは美しさの見本である。チャルシヤはとても魅力的で、計画によって建てられている。」と記述している。
19世紀、サラエヴォの都市は広がりを見せなかった。オーストリア＝ハンガリー帝国に1878年併合されると外国の建築家たちはサラエヴォを近代的なヨーロッパの街並にしたがった。大火は彼らの望みを助け、旧市街は今日でも現存する場所以外は破壊されている。1945年に第二次世界大戦が終結しサラエヴォが解放されると、新しい都市人民委員会は古い商業の中心に現代の都市の役割はないと信じチャルシヤを徐々に壊すことを決定した。
今日ではバシュチャルシヤはサラエヴォの魅力を高める重要な観光名所となり、多くの人々で賑わいをみせている。